# إس وبي 500
مؤشر ستاندارد آند بورز 500 أو اختصارًا إس آند بي 500 (بالإنجليزية: S&P 500) هو مؤشر أسهم يضم أسهم أكبر 500 شركة مالية أمريكية من بنوك ومؤسسات مالية. أطلق عام 1957 ووصل إلى أعلى نقطة عند 1965 في 9 أكتوبر عام 2007 الذي يعتبر اليوم الأخير لانتعاش الأسواق العالمية حيث تبعه انهيارات أسواق وبورصات العالم ووصل المؤشر إلى دون 800 نقطة في نوفمبر 2008 بعد انهيار الأسواق العالمية.
بلغ مؤشر إس وبي ارتفاعه التاريخي الثاني في الخامس والعشرين من شهر آب 2014، حيث وصل 2000 نقطة.